# Diapetimorpha tibiator
Diapetimorpha tibiator là một loài tò vò trong họ Ichneumonidae.